# Parco nazionale Sør-Spitsbergen
Il parco nazionale Sør-Spitsbergen è un parco nazionale marino della Norvegia, nella contea delle Svalbard. È stato istituito nel 1973 e occupa una superficie totale di 13.286 km², di cui 5.029 km² sono sulla terraferma, e altri 8.257 km² sono in mare.